# Lydden Hill Race Circuit
Die kleine und komplett überschaubare Motorsport-Rennstrecke Lydden Hill Race Circuit (früherer Name Lydden Circuit respektive Lydden International Race Circuit) ist mit einer Meile respektive 1609 Meter Länge die kürzeste Asphalt-Rundstrecke in Großbritannien. Sie ist auch die Geburtsstätte des Rallycross-Sports.

## Lage
Die Motorsport-Anlage befindet sich im County Kent, unmittelbar an der Schnellstraße A2, etwa auf halbem Weg zwischen Dover und Canterbury, in Nähe der Ortschaft Wootton. Nach Brands Hatch ist sie die bekannteste und international wichtigste Rennstrecke der Grafschaft.

## Geschichte

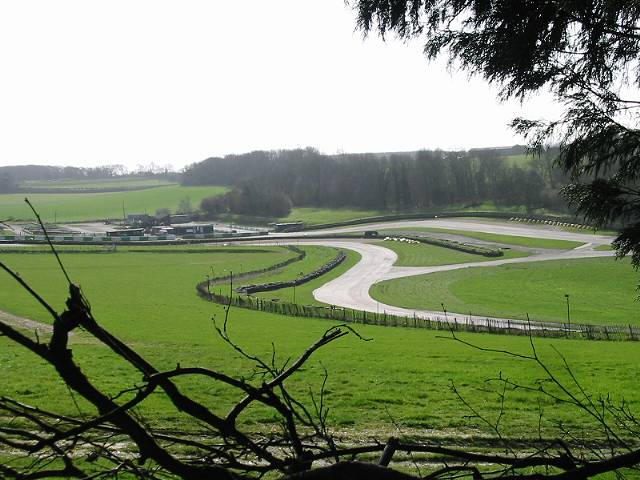
Streckenabschnitte "Dover Slope" und "Devils Elbow" und im Hintergrund das Fahrerlager

Die Rennstrecke wurde 1955 von Erstbetreiber Bill Chesson (1923–1999) in Zusammenarbeit mit dem Astra Motor Club als Grass-track angelegt. Etwa 10 Jahre lang organisierte man in „Lydden Hill“ ausschließlich sogenannte Stock Car- und Grass Track Races. 1962 begann man mit der Asphaltierung, die allerdings erst 1965 vollendet werden konnte. Von nun an konnten auch Rundstreckenrennen bis einschließlich zur Formel-3 ausgetragen werden.
Am 4. Februar 1967 wurde hier das allererste Rallycross-Rennen der Motorsportgeschichte ausgefahren, nachdem Bill Chesson einige Gras- und Schotterabschnitte neben dem Asphaltkurs präpariert hatte. Gewonnen wurde es vom späteren Rallye-Monte-Carlo-Sieger (1968) und Formel-1-Piloten (1968–1971) Vic Elford mit einem serienmäßigen Porsche 911 aus dem Schaufenster des britischen Porsche-Importeurs AFM. 
1989 kaufte der Hobby-Rallycrosser Tom Bissett die Anlage für über eine Million Pfund Sterling von Bill Chesson. Bissett verkaufte 1991 und 1993 seine Anteile an den Formel-1-Rennstall McLaren, der Lydden zum neuen Hauptquartier mit F1-Teststrecke machen wollte, in Folge dafür aber nicht die nötigen Baugenehmigungen erhielt. McLaren entschied sich später für Woking als Standort und vermietete den Kurs von 1993 bis Ende 2007 an den British Motorcycle Racing Club (BMCRC), wodurch die Rennstrecke gleichermaßen für Automobil- und Motorrad-Wettbewerbe weiter genutzt werden konnte.
2008 übernahm der irischstämmige Brite und erfolgreiche Rallycross-Pilot (Vize-Europameister 1992 auf Ford RS200) Pat Doran die Rennstrecke als Leasingnehmer für fünf Jahre von McLaren und plante, neben einigen dringend nötigen Modernisierungen, den Rennbetrieb weiter auszubauen. Später kaufte Doran die Anlage und ist seitdem ihr Besitzer und Director. Amy Doran, die älteste Tochter von Pat Doran, übernahm für einige Jahre die Aufgabe des Managing Directors. Aktuell bekleidet Hannah Rynston diese Position.
Am 25. April 2011 (Ostermontag) besuchten rund 13.500 Zuschauer den 26. Rallycross-EM-Lauf im sogenannten Home of Rallycross, wodurch man einen neuen Zuschauerrekord vermelden konnte.

## Veranstaltungen

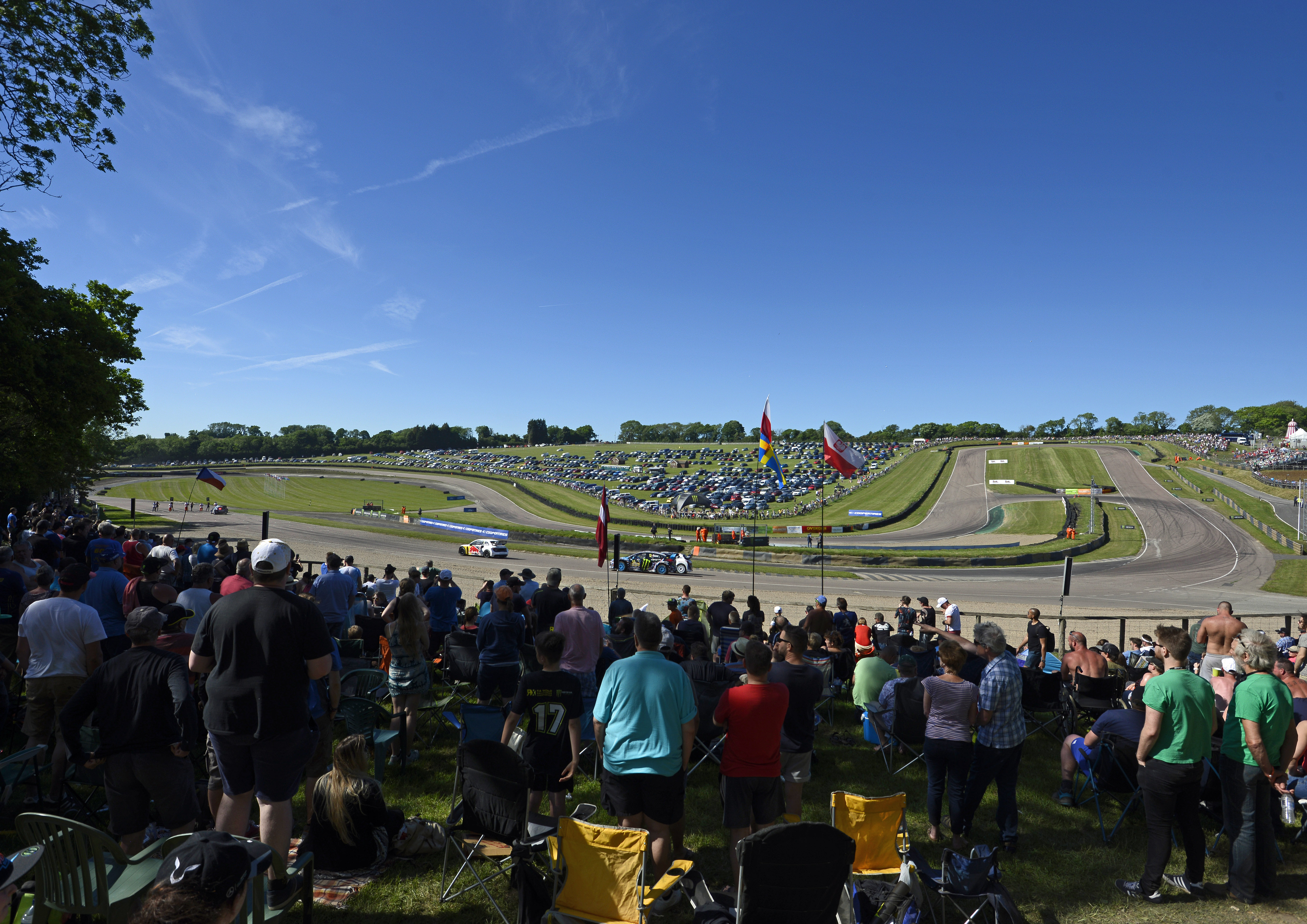
Panorama-Übersicht über den Lydden Hill Circuit

Von 1973 bis 1976 und von 1978 bis 1991 war die Strecke mindestens einmal im Jahr Austragungsort der FIA European Rallycross Championship (FIA-ERC). Nach einem Gastspiel 1996 kehrte die Serie erst 13 Jahre später von 2009 bis 2013 an die The Cradle of Rallycross genannte Strecke zurück, um nach 28 absolvierten EM-Veranstaltungen ab 2014 für vier Jahre von der Rallycross-Weltmeisterschaft abgelöst zu werden. Diese wechselte dann ab 2018 auf die dafür extra hergerichtete Strecke am Silverstone Circuit.
Die Rennstrecke wird hauptsächlich für nationale und internationale Rallycross-Wettbewerbe (auf der 1400 m langen RX-Piste) sowie für Rallycross-Rennen mit historischen Fahrzeugen genutzt. Auf dem Asphaltkurs finden Tourenwagen-, Sportwagen- und Motorrad-Wettbewerbe auf Clubsport-Niveau statt.

## Streckenrekorde
- Asphalt-Rennstrecke: Rob Cox (aka Rob Cox-Allison; GB) im Jahre 1989 auf einem Lola LC88 (Larrousse-Calmels-F1 als Formula Libre genannt) in 38,3 Sekunden (1 Runde).
- Neue Rallycross-Strecke: Sverre Isachsen (N) im Jahre 2009 auf einem Ford Focus ST T16 4×4 in 3:13,34 Minuten (4 ½ Runden).